# Pinewood Toronto Studios
 (septembre 2023).
Si vous disposez d'ouvrages ou d'articles de référence ou si vous connaissez des sites web de qualité traitant du thème abordé ici, merci de compléter l'article en donnant les références utiles à sa vérifiabilité et en les liant à la section « Notes et références ».
Les Pinewood Toronto Studios sont des studios de cinéma basés à Toronto au Canada. Ils font partie du Pinewood Group, qui possède également les célèbres Pinewood Studios dans la banlieue de Londres. L'entreprise canadienne Bell Média en a pris le contrôle en 2018.
Les studios sont situés dans l'ancienne zone industrielle de Port Lands.

## Films tournés dans les studios
Les films ne sont pas obligatoirement tournés uniquement aux studios Pinewood
- 2014 : RoboCop de José Padilha
- 2013 : Mama d'Andres Muschietti
- 2013 : Carrie : La Vengeance de Kimberly Peirce
- 2013 : Pacific Rim de Guillermo del Toro
- 2012 : Total Recall : Mémoires programmées (Total Recall) de Len Wiseman
- 2012 : Cosmopolis de David Cronenberg
- 2012 : The Samaritan de David Weaver
- 2012 : Je te promets (The Vow) de Michael Sucsy
- 2012 : Red Lights de Rodrigo Cortés
- 2012 : Old Stock de James Genn
- 2011 : The Thing de Matthijs van Heijningen Jr.
- 2011 : Dream House de Jim Sheridan
- 2011 : 388 Arletta Avenue de Randall Cole
- 2011 : Take This Waltz de Sarah Polley
- 2010 : Casino Jack de George Hickenlooper
- 2010 : Devil de Drew et John Erick Dowdle
- 2010 : Scott Pilgrim (Scott Pilgrim vs. the World) d'Edgar Wright
- 2010 : The Con Artist de Risa Bramon Garcia
- 2010 : Le Vestige des morts-vivants (Survival of the Dead) de George A. Romero
- 2009 : Chloé d'Atom Egoyan

## Séries télévisées tournées dans les studios
Les séries ne sont pas obligatoirement tournées uniquement aux studios Pinewood
- 2017 : Star Trek: Discovery
- 2015 : The Expanse
- 2012 : Beauty and the Beast
- 2011-2012 : Breakout Kings
- 2010 : Nikita (épisode pilote)
- 2010 : Happy Town
- 2009 : Warehouse 13